# Меривил (Индијана)
Меривил (енгл. Merrillville) град је у америчкој савезној држави Индијана.

## Демографија
По попису из 2010. године број становника је 35.246, што је 4.686 (15,3%) становника више него 2000. године.
| Група             | 2000.          | 2010.          |
| Белци             | 19.701 (64,5%) | 14.095 (40,0%) |
| Афроамериканци    | 6.987 (22,9%)  | 15.673 (44,5%) |
| Азијати           | 460 (1,5%)     | 421 (1,2%)     |
| Хиспаноамериканци | 2.950 (9,7%)   | 4.533 (12,9%)  |
| Укупно            | 30.560         | 35.246         |